# Liste der Abgeordneten zum Kärntner Landtag (12. Gesetzgebungsperiode)
Diese Liste der Abgeordneten zum Kärntner Landtag (12. Gesetzgebungsperiode) listet alle Abgeordneten zum Verfassungsgebenden Kärntner Landtag in der 12. Gesetzgebungsperiode auf. Die Gesetzgebungsperiode begann mit der konstituierenden Sitzung des Landtags am 5. Juli 1921 und endete nach 35. Sitzungen mit der Angelobung des nachfolgenden Landtags am 6. November 1923. Der Landtag wählte am 22. Juli 1921 die Landesregierung Gröger.
Bei der Landtagswahl 1921, den ersten freien Landtagswahlen, hatte die Sozialistische Arbeiterpartei Österreichs (SDAP) 19 von 42 Mandaten errungen. Die „Kärntner Wahlgemeinschaft“, ein Wahlbündnis des Kärntner Bauernbundes (KBB) mit verschiedenen Gruppierungen wie der Deutschen Nationalsozialistischen Arbeiterpartei (DNSAP) erreichte 9 Mandate, von denen eines von der DNSAP besetzt wurde. Die Christlichsoziale Partei kam auf 8 Mandate, die Großdeutschen Volkspartei (GDVP) auf 4 Mandate und die Partei der Kärntner Slowenen (KSS) auf zwei Mandate. Nach der Angelobung der Abgeordneten schlossen sich die Mandatare der Großdeutschen Volkspartei, des Kärntner Bauernbundes und der Mandatar der Deutschen Nationalsozialistischen Arbeiterpartei zu einem Landtagsklub mit dem Namen „Verband der deutsch-freiheitlichen Landtagsabgeordneten“ zusammen.

## Funktionen

### Landtagspräsidenten
Vom Landtag wurde am 5. Juli 1921 Julius Lukas (SDAP) zum Ersten Landtagspräsidenten gewählt. Er erhielt ebenso 42 von 42 Stimmen wie Viktor Waldner (KBB) der zum Zweiten Präsidenten und Karl Rokitansky (CS) der zum Dritten Präsidenten gewählt worden war.

### Klubobleute
Der „Klub der sozialdemokratischen LAndtagsabgeorndeten“ wählte Julius Lukas zum Klubobmann, die Funktion als sein Stellvertreter übernahm Franz Pichler-Mandorf. In der 9. Landtagssitzung am 20. Dezember 1921 wurde die Ablöse von Lukas als Klubobmann verkündet, für ihn rückte August Neutzler als Klubobmann nach. Der „Klub der christlichsozialen Landtagsabgeordneten“ kürte Franz Reinprecht zum Obmann, sein Stellvertreter war Silvester Leer. Im „Verband der deutsch-freiheitlichen Landtagsabgeordnte“ hatte Ferdinand Kernmaier die Funktion des Obmanns inne, sein Stellvertreter war Fritz Dörflinger.

### Landtagsabgeordnete
| Name                  | Fraktion | Anmerkung                                                          |
| --------------------- | -------- | ------------------------------------------------------------------ |
| Amlacher Michael      | SDAP     |                                                                    |
| Dimnig Martin         | SDAP     |                                                                    |
| Dörflinger Fritz      | GDVP     |                                                                    |
| Egger Karl            | KBB      |                                                                    |
| Eich Wilhelm          | SDAP     |                                                                    |
| Fattinger Franz       | GDVP     |                                                                    |
| Fillafer Heinrich     | SDAP     | am 26. September 1922 angelobt                                     |
| Gaggl Simon           | SDAP     |                                                                    |
| Gatternigg Josef      | GDVP     |                                                                    |
| Glantschnig Josef     | KBB      |                                                                    |
| Gotschier Johann      | SDAP     |                                                                    |
| Gritschacher Josef    | CS       |                                                                    |
| Gröger Florian        | SDAP     |                                                                    |
| Hernler Johann        | CS       |                                                                    |
| Hofer Johann          | SDAP     |                                                                    |
| Irrasch Viktor        | CS       |                                                                    |
| Kernmaier Ferdinand   | KBB      |                                                                    |
| Kirchner Dora         | SDAP     |                                                                    |
| Kraiger Ferdinand     | KSS      |                                                                    |
| Lagger Hans           | SDAP     |                                                                    |
| Leer Silvester        | CS       |                                                                    |
| Lemisch Arthur        | KBB      |                                                                    |
| Lora Georg            | SDAP     |                                                                    |
| Luger Florian         | SDAP     |                                                                    |
| Lukas Julius          | SDAP     |                                                                    |
| Melcher Peter         | SDAP     |                                                                    |
| Michner Alois         | DNSAP    |                                                                    |
| Neutzler August       | SDAP     |                                                                    |
| Pichler-Mandorf Franz | SDAP     |                                                                    |
| Poljanec Vinzenz      | KSS      |                                                                    |
| Pomaroli Gustav       | SDAP     |                                                                    |
| Reinprecht Franz      | CS       |                                                                    |
| Rokitansky Karl       | CS       |                                                                    |
| Sattlegger Hans       | KBB      |                                                                    |
| Schatzmayr Hans       | SDAP     |                                                                    |
| Schauer Lorenz        | GDVP     |                                                                    |
| Schumy Vinzenz        | KBB      |                                                                    |
| Steinwender Julius    | KBB      |                                                                    |
| Tomaschitz Peter      | CS       |                                                                    |
| Traussnig Koloman     | CS       |                                                                    |
| Waidich Johann        | SDAP     | Mandatsverzicht in der 25. Sitzung am 26. September 1922 verkündet |
| Waldner Viktor        | KBB      |                                                                    |
| Zeinitzer Matthias    | SDAP     |                                                                    |

## Ausschüsse
Nachdem bereits in der ersten Landtagssitzung ein Verfassungsausschuss installiert wurde, erfolgte in der 3. Sitzung am 22. Juli 1921 die Wahl der übrigen Ausschüsse. In dieser Sitzung wurde ein Finanzausschuss, ein Rechtsausschuss, ein land- und wolkswirtschaftlicher Ausschuss und ein Bauausschuss gewählt. Zudem wurde in der 4. Sitzung am 29. Juli 1921 der Verifikationsausschuss gewählt. Am 5. April 1922 erfolgte zudem die Einrichtung eines Wahlreformausschusses.